# Marina 106
Marina 106 is een wolkenkrabber in Dubai, Verenigde Arabische Emiraten. De bouw van de woontoren, die deel uitmaakt van het project Dubai Marina, begon in 2009. De bouw werd in de zomer van 2009 als gevolg van financiële problemen gestopt, toen zelfs de fundering nog niet klaar was. Tijdens deze bouwstop is er een nieuw ontwerp voor de toren gemaakt. In 2013 werd de bouw vervolgd. In september 2015 zijn er 9 verdiepingen gebouwd. De geplande voltooiing zou in 2019 zijn, maar de bouw werd weer gestopt in 2017. Het gebouw zal 445 meter hoog zijn en naast 106 bovengrondse verdiepingen, ook 6 ondergrondse etages bevatten. Er zullen 25 liften aanwezig zijn. Het vloeroppervlak van de toren zal 111.493 m² zijn. In het gebouw zal er naast 442 appartementen ruimte zijn voor 687 auto's. Het is door het National Engineering Bureau in modernistische stijl ontworpen.